# Chorfa (Bouira)
Pour les articles homonymes, voir Chorfa.
Chorfa (en arabe: الشرفة; en tifinagh: ⵛⴻⵔⴼⴰ; en kabyle: Tizi n Tirin) est une localité, chef-lieu de commune de la wilaya de Bouira dans la région de Kabylie en Algérie.

## Géographie

### Situation
La commune est située en amont de la vallée de la Soummam, à 50 km à l'est de Bouira, limitée naturellement par trois rivières : à l'ouest, la rivière Ouakour; à l'est, la rivière Aghbalou (appelé couramment assif entiksighidene), au sud par la rivière Amaregh. Ces trois rivières sont des affluents du Oued Soummam.
| Aghbalou    | Aghbalou    | Beni Mellikeche (wilaya de Bejaia) |
| M'Chedallah | Chorfa      | Tazmalt (wilaya de Bejaia)         |
| Ath Mansour | Ath Mansour | Boudjellil (wilaya de Bejaia)      |

### Localités de la commune
La commune de Chorfa est composée de quatre localités :
- Chakrane, 1 833 habitants[réf. nécessaire]
- Chorfa centre, 10 344 habitants[réf. nécessaire]
- Toghza, 2 141 habitants[réf. nécessaire]
- Tiksiridène, 1 703 habitants[réf. nécessaire]

## Histoire
Aliane Hmimi "Grand Macquisard" pendant la guerre de Libération. 

## Économie
L'activité économique de la région s'articule autour de quelques unités de production; parmi celles ci, on trouve :
- L'entreprise Grande Source d'Arafou GSA Sarl (Mont Djurdjura)
- Sarl EMBG TOGI

- activités agricoles, principalement la culture des oliveraies, agrumes, blé.
- Petits commerces (principalement des petites épiceries et des cafés), artisanat.